# Стовпи (Верхоянський улус)
Стовпи (рос. Столбы) — село Верхоянського улусу, Республіки Саха Росії. Входить до складу Стовпинського наслегу.
Населення — 324 особи (2002 рік).
Село розташоване за 48 кілометрів від адміністративного центру улусу — міста Верхоянська.